# Parantica pumila
Parantica pumila là một loài loài bướm thuộc phân họ Danainae. Loài này có ở New Caledonia và Vanuatu.